# Mallotus oreophilus
Mallotus oreophilus är en törelväxtart som beskrevs av Johannes Müller Argoviensis. Mallotus oreophilus ingår i släktet Mallotus och familjen törelväxter.

## Underarter
Arten delas in i följande underarter:
- M. o. latifolius
- M. o. oreophilus